# رحلة إيرومكس رقم 230
رحلة إيرومكس رقم 230 تعرضت في 27 يوليو 1981 لحادث هبوط قاس وخروج عن المدرج في مطار شيواوا الدولي بالمكسيك. أدى الحادث إلى تحطم طائرة ماكدونيل دوغلاس DC-9-32 واندلاع حريق، مما أسفر عن وفاة 32 شخصًا من الركاب وأفراد الطاقم.

## خلفية
كان الطائرة المشاركة من طراز ماكدونيل دوغلاس دي سي-9-32، مسجلة برقم XA-DEN وبالرقم التسلسلي 47621/729. وكان عمرها حين وقوع الحادث سبع سنوات.

## حادث
كان سير الرحلة هادئًا حتى الهبوط في تشيهواهوا. خلال الاقتراب والهبوط، كان هناك سحب ركامية متفرقة مع هبوب رياح قوية وأمطار غزيرة. عند ملامسة الأرض، ارتطمت الطائرة مرة واحدة بالقوة ثم اصطدمت بالأرض بقوة كبيرة. بعد ذلك انزلقت الطائرة خارج المدرج، وتحطمت واشتعلت فيها النيران. تمكن أربعة وثلاثون من الركاب وأفراد الطاقم من الفرار من الحطام، لكن الدخان والنيران تسببا في وفاة من ظلوا محاصرين داخل الطائرة.

## الروابط الخارجية
- مصرع 36 وإصابة 28 في تحطم طائرة نفاثة مكسيكية – صحيفة نيويورك تايمز.